# 马孔-洛谢TGV站
马孔-洛谢TGV站，简称马孔TGV站或马孔高铁站，是法国高速铁路东南线（LGV Sud-Est）上的一个高铁车站，也是整个法国最早投入运营的高铁车站之一，位于法国城市马孔附近。

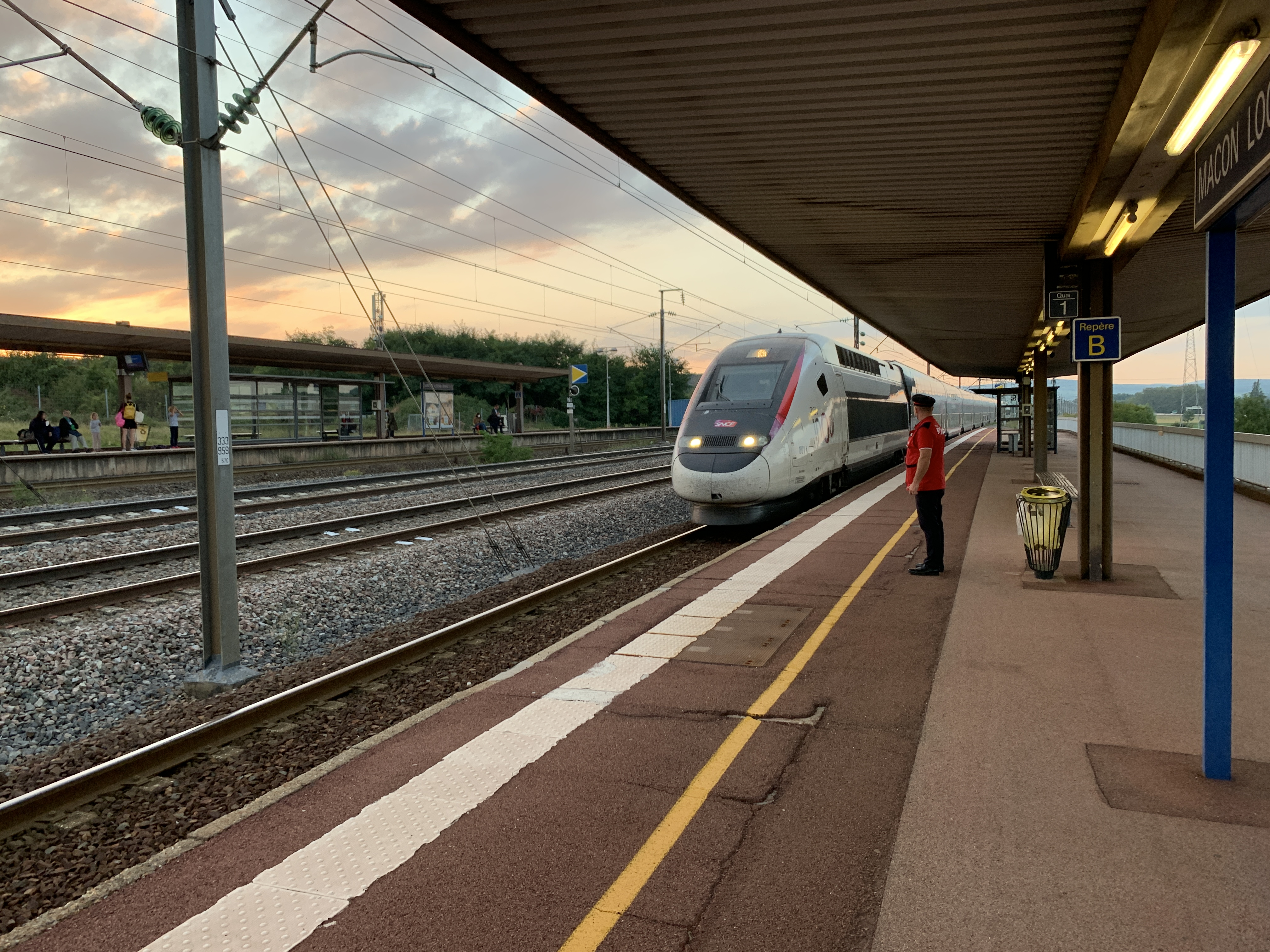
月台 (2021年9月)

## 位置
马孔-洛谢TGV站位于马孔市区的西南部的洛谢副镇级街区，距离市中心大约7公里，有公交车线路连接。车站大致呈南部走向，开口朝东，面对马孔市区。车站北距巴黎里昂站（Paris Gare de Lyon）353公里；南距里昂帕丢站（Gare de Lyon-Part-Dieu）75公里，马孔-洛谢TGV站东南大约1公里处有联络线，由法国高速铁路东南线里昂方向的列车可在此连接巴黎－马赛铁路前往第戎方向；再向东还有另外一条联络线与马孔－昂贝略铁路连接，可通过此线前往布雷斯地区布尔格以及萨瓦方向。

## 周围环境

### 道路连接
马孔-洛谢TGV站附近为法国国道N79线，该公路在马孔-洛谢TGV站附近设有出入口。此外，法国国家高速公路A6线在马孔-洛谢TGV站东侧大约2公里处经过。

### 高铁新区
马孔-洛谢TGV站北侧为雷贝尔蒂耶尔开发区（Les Berthilliers），该区作为高铁新区与马孔-洛谢TGV站同期投入使用。起初，当地政府希望通过马孔-洛谢TGV站的交通资源带动这一地区的经济发展，但事实上，因为马孔本身算不上大城市，而停靠马孔-洛谢TGV站的列车数量也不算太多，因此，雷贝尔蒂耶尔开发区的发展不尽人意，规模也非常有限。不过，由于该区域靠近法国国家A6号高速公路和法国国道N79线，同时也靠近马孔港，该地区仍有发展的潜力。

## 事故
1992年12月14日，一列由阿讷西开往巴黎方向的920次TGV列车在马孔-洛谢TGV站附近发生脱轨事故，所幸未造成人员伤亡。

## 停靠线路
以下列车线路在马孔-洛谢TGV站停靠：
| 马孔-洛谢TGV站列车线路表    |      |           |                  |                 |
| 线路                        | 车种 | 上一站    | 下一站           | 大致运行频率    |
| 巴黎—阿讷西                 | TGV  | 巴黎      | 布雷斯地区布尔格 | 每天2趟左右     |
| 巴黎—尚贝里/布圣莫里斯/米兰 | TGV  | 巴黎      | 布雷斯地区布尔格 | 每周2趟左右     |
| 米拉马斯/阿维尼翁→巴黎      | TGV  | 里昂机场  | 巴黎             | 每天1趟（单程） |
| 巴黎—里昂                   | TGV  | 勒克佐TGV | 里昂帕丢         | 每天5趟左右     |
| 1.                          |      |           |                  |                 |

## 配套交通

### 城际客运
马孔洛谢TGV站配套的长途车站位于车站正门前的广场上，有提示牌。
乘坐由索恩-卢瓦尔省城际客运公司提供的线路，可前往克吕尼（Cluny）、科尔马丁（Cormatin）、索恩河畔沙隆（Chalon-sur-Sâone）、马莱（Malay）、泰泽（Taizé）以及马孔市区等地，并可直达世界文化遗产—克吕尼修道院（Abbaye de Cluny）。
此外，当某条铁路线施工或罢工时，SNCF也会提供途径该线路沿途站点的大巴车。

### 市内交通
马孔-洛谢TGV站对应的公交车站名字也叫马孔-洛谢TGV站（Gare TGV Mâcon-Loché），站台位于马孔-洛谢TGV站正门前方，由马孔公交公司（TRéMA）运营。
停靠的公交线路包括：马孔公交E线（马孔洛谢TGV站—马孔城站）。

## 临近车站
| 马孔-洛谢站（Gare de Mâcon-Loché-TGV） |                    | |
| 上行车站                               | 线路               | 下行车站 |
| 勒克佐TGV站                            | 法国高速铁路东南线 | （联络线）↗维勒桥站→（马孔－昂贝略铁路） （正线）→里昂机场站→（法国高速铁路地中海线） （正线）→萨托内站→（里昂帕丢站） （联络线）↘克雷士-索恩站→（巴黎－马赛铁路） |
| - 本表仅显示运营中的线路及车站         |                    | |